# آنمارهنا اسفدلیدس
آنمارهنا اسفدلیدس (نام علمی: Anemarrhena asphodeloides) نام یک گونه از زیرخانواده مارچوبگان آگاوویدا است.